# Benhinneinflammation
Benhinneinflammation, även periostit, medialt tibiasyndrom eller medialt tibiaperiostit, är en idrottsrelaterad skada med smärtor i muskler eller muskelfästen i underbenet.
Den engelska termen shin splints kan referera till ett flertal sjukdomstillstånd med smärtor på framsidan av människors underben, där benhinneinflammation är ett sådant problem. Benhinneinflammation kallas på engelska mer specifikt för medial tibial (stress) syndrome. 
Benhinneinflammation orsakas vanligen av överansträngning p.g.a. för intensiv träning, för snabb ökning av träningsdosen, hög hålfot (högt fotvalv), pronation av foten, ändrad skotyp, byte av underlag eller träning på hårt underlag. Benhinneinflammation uppstår företrädesvis under och efter löpning, hoppträning eller långpromenader och kan ta lång tid att läka.

## Orsaker

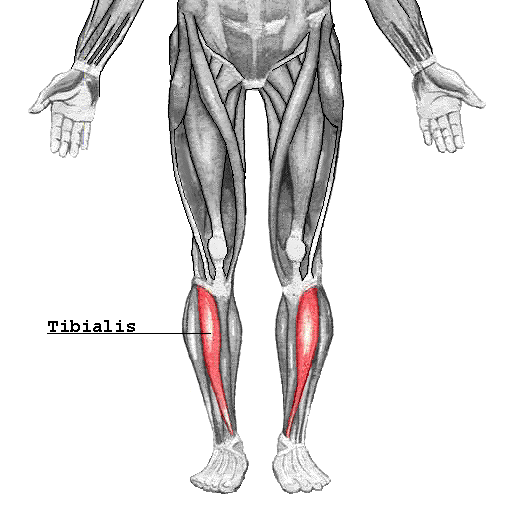
Tibialis

Den huvudsakliga uppgiften för musklerna på underbenens framsidor, tibialis, är att vinkla foten uppåt. Det är inte uppenbart hur en muskel med denna uppgift kan bli överansträngd eller skadad av löpning då den inte är ansvarig för att driva kroppen framåt under löpningen. Anledningen är att oerfarna löpare landar hårt på hälen under löpsteget. När detta sker leder det till att främre delen av foten slås hårt mot underlaget. Detta leder i sin tur till att muskeln som nyss vinklade foten uppåt snabbt blir utsträckt. En reflex i muskeln svarar med en kraftig muskelkontraktion. Det är denna snabba kontraktion som leder till ömhet i musklerna och möjligen även till skador i muskler, senor eller vävnad.
Felaktig pronation under löpning kan också leda till smärtor i musklerna på pronationens motsatta sida. För de flesta personer gäller att vid korrekt pronation sätts foten i marken på utsidan av hälen. När foten landar plattas den ut och ankeln rullar inåt, d.v.s. pronerar. Rotationen bör ligga i intervallet 4-6 procent. Ideal pronation är individuell och beror på fotvalvets höjd och flexibilitet. Vid överpronation rullar foten för långt in vilket resulterar i att foten lyfts nästan helt från stortån vilket ökar belastningen på stortån och utsidan av skenbenet. Vid underpronation rullar foten inte tillräckligt långt vilket leder till att kroppsvikten koncentreras till ett alltför litet område på fotens utsida och belastar på detta sätt skenbenets insida.
Man tror även att en bidragande orsak till smärta i musklerna vid skenbenet kan vara att musklerna på underbenens framsida är för svaga i förhållande till vadmuskeln. I sådana här fall kan övningar som stärker musklerna på underbenens framsida lindra eller förhindra benhinneinflammation.

## Symptom
Benhinneinflammation kännetecknas av en ömhet på insidan av skenbenets nedre hälft. Smärtan är vanligen mest intensiv 5–15 cm över den inre fotknölen, men kan ibland vara mer diffus. Till en början känns smärtan enbart efter aktiviteten, men vid fortsatt träning uppstår smärtan även under aktiviteten. Till slut förhindrar smärtorna utövning av aktiviteten som ger benhinneinflammation. En viss svullnad eller ojämnhet kan ibland kännas vid smärtområdet. Smärtan kan även utlösas av att foten böjs nedåt.
Man tror att i en del fall kan benhinneinflammation vara ett förstadium till utmattningsbrott (se nedan).

## Behandling
När man fått benhinneinflammation bör man i första hand vila och övergå till träningsformer som inte belastar underbenen, till exempel simning eller cykling (utan fotledsrörelser). Vilan kan kombineras med kylning med ispåse efter träning eller antiinflammatorisk behandling med tabletter eller gel som innehåller NSAID. Om besvären blir långvariga bör man söka kontakt med sjukgymnast så att man kan utreda orsakerna. Det går även att operera, då skär man snitt i benhinnorna vilket gör att de kan töjas mer när muskeln expanderar vid träning.

## Förebyggande
Det finns flera saker man kan göra för att förebygga benhinneinflammation
- Träning, likt alla muskler kan tibialis tränas för att klara av ansträngningen vid löpning.
- Stretchning, särskilda stretchövningar kan förhindra eller lindra benhinneinflammation. En sådan övning är att sitta på knän med fötterna under baken och sedan luta överkroppen bakåt.

En annan övning är att:
Sitta ner och lägga upp ena foten över knät och greppa foten med motsatt hand. Dra foten mot dig så att det stramar lite på framsidan av underbenet. Håll kvar i 30-60 sekunder och gör samma sak med det andra benet.
- Löpteknik, med hjälp av en sjukgymnast kan man korrigera sin löpteknik.
- Skodon, stabila skor och skoinlägg ifall man har höga fotvalv är ett annat sätt att förebygga benhinneinflammation. Detta är en allmänt vedertagen rekommendation, men det finns inga vetenskapliga undersökningar som visar att dämpning eller pronationsskydd i skorna minskar risken för skador.
- Underlag, genom att undvika löpning på hårt underlag, till exempel asfalt eller löpband, löper man mindre risk att få benhinneinflammation.

## Relaterade skador
Det finns flera olika skador och sjukdomar som kan leda till smärtor på framsidan av underbenet. Benhinneinflammation svarar för ungefär hälften av fallen med sådana smärtor. Bland övriga kan nämnas följande.

### Överansträngd muskel
En orsak till smärtor på framsidan av underbenet är överansträngning av musklerna som leder till muskelskada eller träningsvärk. Smärtan kan orsakas av all aktivitet som involverar hopp eller löpning, i ovanliga fall även av simning. Det gäller särskilt individer som är otränade och för dem kan även en kort och intensiv löpning leda till överansträngning av muskeln.

### Kompartmentsyndrom (högt vävnadstryck)
Ett ovanligare problem som ger smärtor liknande de tidigare nämnda är kompartmentsyndrom. Underbenet är indelat i fyra bindvävsrum eller muskelfack, så kallade kompartment, det främre, yttre, djupa bakre respektive ytliga bakre kompartmentet. Hårt muskelarbete kan leda till svullnad, ökat tryck och hämmat blodflöde framförallt i det yttre och det främre kompartmentet. Det ökade trycket beror på att muskelfackens väggar inte är särskilt töjbara. Detta leder till smärta i underbenet vid aktivitet vilket gör att man måste stanna. Till skillnad mot benhinneinflammation ger kompartmentsyndrom ingen smärta efter aktiviteten. Kompartmentsyndromen brukar delas in i akuta eller kroniska kompartmentsyndrom. De akuta besvären uppstår efter yttre våld, muskelbristning eller tillfällig överbelastning. De kroniska besvären uppstår efter muskelvolymökning på grund av långvarig träning.

### Utmattningsbrott (stressfraktur)
Både vad- och skenbenet kan drabbas av utmattningsbrott. Den orsakas av långvarig belastning som överskrider skelettets belastningsförmåga och förekommer bland annat hos långdistanslöpare. Vid utmattningsbrott uppstår smärta omedelbart vid belastning, samt upphör då aktiviteten avslutas.
Detta är en skillnad mot benhinneinflammation då smärta uppstår efter en stund vid belastning och fortgår även efter aktiviteten.